# Berszten
Berszten (Bersten, Zyrzawa) – herb szlachecki pochodzenia niemieckiego. Wiążą się z nim zawołania: Rzyrzawa, Żyrzawa.

## Opis herbu
W polu czerwonym trzy koła złote 2 nad 1. 
W klejnocie trzy pióra pawie.

## Najwcześniejsze wzmianki
Najstarszy zapis z 1414 r.

## Herbowni
Berszten, Gaszyński, Giebułtowski, Karniowski, Olbierowski, Olbierz, Olbierzowski, Pikarski, Wierzchliński.